# Salgótarján

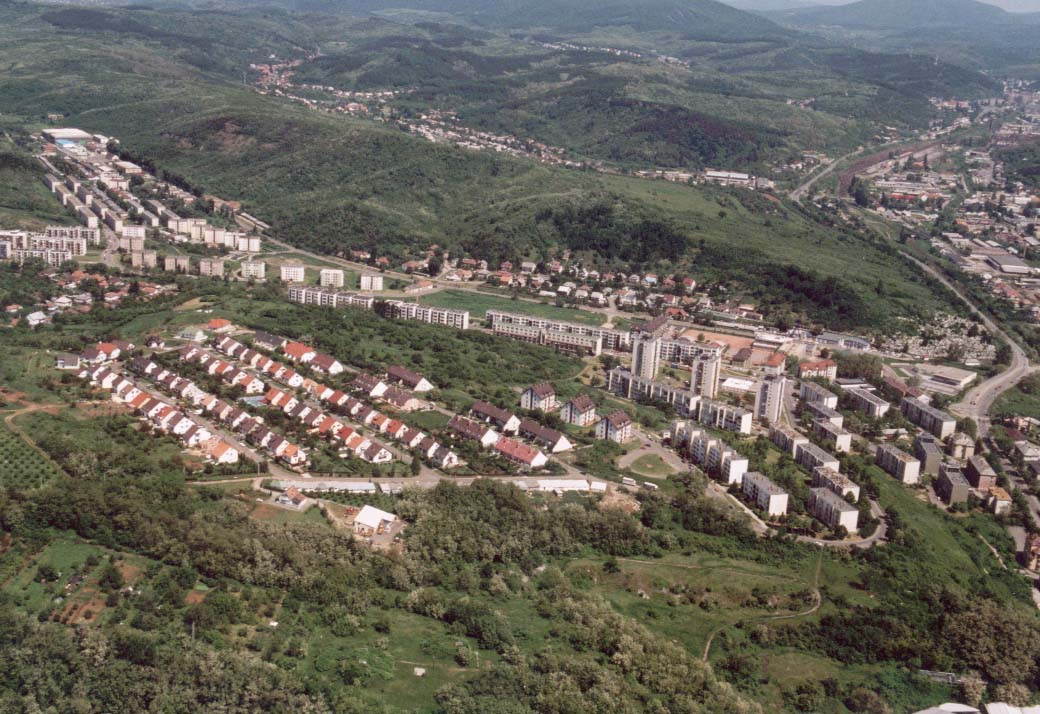
Flygfoto över Salgótarján.

Salgótarján (slovakiska: Šalgov-Tarjany, Šalgotarján, tyska: Schalgotarjan, Schalgau) är en stad i provinsen Nógrád i Ungern. Staden är huvudort i provinsen Nógrád. Salgótarján har 32 304 invånare (2021), på en yta av 93,00 km².

## Historia
Staden fanns redan under medeltiden, men informationen om denna tid är liten förmodligen för att det var en mindre bosättning. Ordet salgó betyder skinande på gammal ungerska, medan Tarján var namnet på en av de ungrargrenarna som levde i området.
Borgen i Salgó byggdes under 1200-talet på ett berg med vulkaniskt ursprung. Under 1200-talet hade staden redan en kyrka.
Efter belägringen av det närliggande slottet Fülek (dagens Fil'akovo, Slovakien) 1682 blev staden övergiven. Nya invånare kom endast tio år efter till Salgótarján, men orten fortsatte vara en liten by.
Arbetena kom under mitten av 1800-talet då en kolgruva öppnades i närheten. Arbetsmöjligheterna kom med gruvan och utvecklingen av industrier tog fart. Staden växte fort och fick stadsrättigheter år 1922.
År 1950 blev Salgótarján huvudort i provinsen Nógrád istället för den tidigare staden Balassagyarmat. Under de kommande tjugo åren anslöt sig flera byar och orter till den växande staden.
Kolgruvan stängdes för många år sedan, vilket har lämnat staden med en hög arbetslöshet.
År 1994 blev Salgótarján en stad med provinsrättigheter, som följd av en ny lag som gjorde att alla provinshuvudstäder blev städer med provinsrättigheter (tidigare fick endast städer med över 50 000 invånare dessa, och Salgótarján var en av de två som hade mindre än 50 000; den andra var Szekszárd).

## Geografi
Salgótarján ligger vid foten av berget Karancs vid Cserhátkullarna, 120 kilometer nordost om Budapest och 70 kilometer väster om Miskolc. Staden är omgiven av skog och kullar med slottsruiner.

## Vänorter
Staden har följande vänorter:
- Banská Bystrica, Slovakien
- Gliwice, Polen
- Lučenec, Slovakien
- Vanda, Finland
- Vigarano Mainarda, Italien
- Uricani, Rumänien